# Yassı FK Sayram
Yassı FK Sayram (Kazachs Яссы ФК Сайрам) is een Kazachse voetbalclub uit Şımkent.
In 1992, net na de onafhankelijkheid van Kazachstan, wil ook de stad Türkistan in het bergachtige zuiden van het land deelnemen aan de nieuw te vormen Topdivisie en dus wordt ter plaatse de amateurclub Montajnïk FK Turkistan (Kazachs Монтажник ФК Түркістан), die in 1990 de beker van Kazachse SSR had gewonnen, op professionele basis opgericht. De club doet het niet bijzonder goed, maar ook niet bijzonder slecht in dit eerste seizoen.
In 1993 wordt de naam gewijzigd in Yassı FK Turkistan (Kazachs Яссы ФК Түркістан); onder die naam wordt deelgenomen aan de competities van 1993 en 1994; in dat jaar degradeert de club echter. De club blijft een aantal seizoenen actief in diverse lagere divisies, tot ze in 2003 weer naar de hoogste divisie (die inmiddels Superliga heet) promoveert. Voor aanvang van het seizoen erop verhuist de club naar het stadje Sayram - inmiddels een buitenwijk van Şımkent - en neemt ze de naam Yassı-Sayram FK (Kazachs Яссы-Сайрам ФК) aan; een jaar later verandert de naam overigens - en nu definitief - in Yassı FK Sayram  (Яссы ФК Сайрам) of Yassı FK Şımkent (Kazachs Яссы ФК Шымкент): beide namen worden door elkaar gebruikt. Aan een deelname aan de Superliga 2005 komt de club echter niet meer toe: Yassı moet zich wegens financiële problemen terugtrekken voor het seizoen goed en wel begonnen is.

## Erelijst
- Bekerwinnaar van de Kazachse SSR

1990

## Historie in dePremjer-Liga
| Jaar | Competitie   | Prestatie                                                         | (Naam)                 |
| ---- | ------------ | ----------------------------------------------------------------- | ---------------------- |
| 1992 | Topdivisie   | 10de plaats in voorrondegroep A, 18de (4de) in de degradatiegroep | Montajnïk FK Turkistan |
| 1993 | Topdivisie   | 10de plaats in voorrondegroep A, 15de (3de) in de degradatiegroep | Yassı FK Turkistan     |
| 1994 | Topdivisie   | 15de plaats in de competitie en gedegradeerd                      | Yassı FK Turkistan     |
| 1995 | Topdivisie   |                                                                   |                        |
| 1996 | Topdivisie   |                                                                   |                        |
| 1997 | Topdivisie   |                                                                   |                        |
| 1998 | Topdivisie   |                                                                   |                        |
| 1999 | Topdivisie   |                                                                   |                        |
| 2000 | Topdivisie   |                                                                   |                        |
| 2001 | Topdivisie   |                                                                   |                        |
| 2002 | Superliga    |                                                                   |                        |
| 2003 | Superliga    |                                                                   |                        |
| 2004 | Superliga    | 15de plaats in de competitie                                      | Yassı-Sayram FK        |
| 2005 | Superliga    | Teruggetrokken vóór aanvang van de competitie                     | Yassı FK Sayram        |
| 2006 | Superliga    |                                                                   |                        |
| 2007 | Superliga    |                                                                   |                        |
| 2008 | Premjer-Liga |                                                                   |                        |
| 2009 | Premjer-Liga |                                                                   |                        |
| 2010 | Premjer-Liga |                                                                   |                        |
| 2011 | Premjer-Liga |                                                                   |                        |
| 2012 | Premjer-Liga |                                                                   |                        |
| 2013 | Premjer-Liga |                                                                   |                        |

## Naamsveranderingen
Alle naamswijzigingen van de club op een rijtje:
| Jaar (Datum) | Nieuwe naam (Russisch: Nederlandse transcriptie) (Kazachs: Qaydar-transcriptie) | Nieuwe Russische naam (t/m 1991) | Nieuwe Kazachse naam (vanaf 1992)   |
| ------------ | ------------------------------------------------------------------------------- | -------------------------------- | ----------------------------------- |
| ...          | FK Montazjnik Turkestan                                                         | ФК Монтажник Туркестан           |                                     |
| 1992         | Montazjnïk FK Turkistan                                                         |                                  | Монтажник ФК Түркістан              |
| 1993         | Yassı FK Turkistan                                                              |                                  | Яссы ФК Түркістан                   |
| 2004         | Yassı-Sayram FK                                                                 |                                  | Яссы-Сайрам ФК                      |
| 2005         | Yassı FK Sayram, ook Yassı FK Şımkent                                           |                                  | Яссы ФК Сайрам, ook Яссы ФК Шымкент |

Premjer-Liga · 
birinşi lïgası ·
Beker van Kazachstan · 
Supercup van Kazachstan

Kazachse deelnemers aan de AFC-toernooien · 
Kazachse deelnemers aan de UEFA-toernooien

Kazachse voetbalbond · 
Kazachs voetbalelftal